# Beatie Edney
Beatie Edney (* 23. Oktober 1962 in North Kensington, London, als Beatrice Edney) ist eine britische Schauspielerin. 

## Leben und Karriere
Beatie Edney wurde am 23. Oktober 1962 in North Kensington geboren. Sie ist die Tochter der britischen Schauspielerin Sylvia Syms.
Ihre ersten Schritte als Schauspielerin machte sie als Achtjährige in dem Film A Day at the Beach. 
Weltweite Bekanntheit erlangte sie 1986 mit der Rolle der Heather MacLeod in dem Film Highlander – Es kann nur einen geben. Diese Rolle brachte ihr einen Kultstatus im Highlander-Franchises ein und sie spielte die Rolle in der Fortsetzung Highlander: Endgame im Jahr 2000 erneut. 
Außerhalb des Highlander-Universums geriet ihre Schauspielkarriere ins Stocken. Sie konnte zwar kleinere Rollen spielen wie in den Filmen Im Namen des Vaters oder Mister Johnson, jedoch blieb der große Erfolg aus. So arbeitete Beatie Edney hauptsächlich fürs britische Fernsehen wie zum Beispiel in der Sitcom Dressing for Breakfast auf dem Sender Channel 4, in der sie zwischen 1995 und 1998 auftrat. Auf der Theaterbühne war sie in dem Stück The Girlfriend Experience zu sehen.

## Filmografie (Auswahl)
- 1970: A Day at the Beach
- 1985: Time for Murder (Fernsehserie, Folge Mister Clay, Mister Clay)
- 1986: Highlander – Es kann nur einen geben (Highlander)
- 1986: Lost Empires (Fernsehserie)
- 1987: Tagebuch eines alten Narren (Dagboek van een oude dwaas)
- 1988: Eine Handvoll Staub (A Handful of Dust)
- 1989: Inspektor Morse, Mordkommission Oxford (Inspector Morse; Fernsehserie, 1 Folge)
- 1989: Doppeltes Spiel (Just Another Secret, Miniserie)
- 1989: Tote Zeugen reden nicht (Trouble in Paradise)
- 1989: Wild Flowers (Fernsehfilm)
- 1990: Eine Familie steht unter Verdacht (Agatha Christie's Poirot; Fernsehserie, Folge The Mysterious Affair at Styles)
- 1990: Mister Johnson
- 1990: The Lilac Bus (Fernsehfilm)
- 1993: Im Namen des Vaters (In the Name of the Father)
- 1994: MacGyver – Endstation Hölle (MacGyver: Trail to Doomsday, Fernsehfilm)
- 1994: Mesmer
- 1994: Hard Times (Miniserie)
- 1995: Heißer Verdacht: Kind vermisst (Prime Suspect IV: The Lost Child, Fernsehreihe)
- 1995: The Affair (Fernsehfilm)
- 1995–1998: Dressing for Breakfast (Fernsehserie, 21 Folgen)
- 1998: Bloodlines: Legacy of a Lord (Fernsehfilm)
- 1999: Cyberspace – Ein Alptraum wird wahr (The Cyberstalking, Fernsehfilm)
- 2000: Highlander: Endgame
- 2002: The Biographer (Fernsehfilm)
- 2003: My Uncle Silas (Fernsehserie, eine Folge)
- 2005: Doctors (Fernsehserie, 1 Folge)
- 2005: Messias: Die neun Kreise der Hölle (Messiah: The Harrowing, Miniserie)
- 2006: Kenneth Williams: Fantabulosa! (Fernsehfilm)
- 2007: The Bill (Fernsehserie, 1 Folge)
- 2008: In Your Dreams
- 2008: Miss Pettigrews großer Tag (Miss Pettigrew Lives for a Day)
- 2009: New Tricks – Die Krimispezialisten (New Tricks; Fernsehserie, 1 Folge)
- 2009: Auf doppelter Spur (Agatha Christie’s Poirot; Fernsehserie, Folge 12x01, The Clocks)
- 2010: Kommissar Wallander: Die fünfte Frau (Wallander: The Fifth Woman, Fernsehreihe)
- 2010: Law & Order: UK (Fernsehserie, 1 Folge)
- 2013: Lewis – Der Oxford Krimi (Lewis, Fernsehserie, 2 Folgen)
- 2015–2019: Poldark (Fernsehserie, 42 Folgen)